# Agrotis marianii
Agrotis marianii là một loài bướm đêm trong họ Noctuidae.